# كونستانتين راوتش
كونستانتين راوتش (مواليد 15 مارس 1990 في كوزيفنيكوفو - الاتحاد السوفييتي) لاعب كرة قدم ألماني يلعب حاليا لصالح نادي الدرجة الأولى هانوفر الألماني منذ 2004 في مركز الظهير الأيسر.

## وصلات خارجية
- كونستانتين راوتش على موقع الاتحاد الدولي (مؤرشف)  (الإنجليزية)
- كونستانتين راوتش على موقع الاتحاد الأوربي (الإنجليزية)
- كونستانتين راوتش على موقع قاعدة بيانات كرة القدم.إي يو (الإنجليزية)
- كونستانتين راوتش على موقع بيانات كرة القدم. دي إي (الألمانية)
- كونستانتين راوتش على موقع Soccerbase.com (لاعب) (الإنجليزية)
- كونستانتين راوتش على موقع Soccerway.com (الإنجليزية)
- كونستانتين راوتش على موقع عالم كرة القدم.نت (الإنجليزية)
- كونستانتين راوتش على موقع كووورة
- كونستانتين راوتش على موقع AS.com (الإسبانية)

خيارات العرض الأولية
يُمكن استخدام وسيط |وضع= لضبط خيارات عرض القالب الأوليّة:
- |وضع=collapsed: {{كونستانتين راوتش|وضع=collapsed}} لإظهار القالب مطويًّا، بمعنى إخفاء محتوياته ما عدا الشريط الخاص بالعنوان.
- |وضع=expanded: {{كونستانتين راوتش|وضع=expanded}} لإظهار القالب ممتدًّا، بمعنى إظهاره كاملًا.
- |وضع=autocollapse: {{كونستانتين راوتش|وضع=autocollapse}}
  - لإظهار القالب مطويًّا إلى شريط العنوان إذا وُجِد قالب {{وصلات قالب}}، أو قالب {{شريط جانبي}} أو أي جدول يستخدم متغيّر مطوي في الصفحة.
  - لإظهار القالب في وضع الممتد إذا لم يكن هنالك أي عنصر مطوي في الصفحة.

إذا كان وسيط |وضع= غير مضبوطٍ؛ فإن العرض الأولي للقالب يأخذ الوضع من وسيط |افتراضي= في القالب. وضع هذا القالب الحالي مضبوط على autocollapse.
- أدوات مساعدة: تفقد استخدام الوصلات للقالب